# Bezedek, Baranya
Bezedek este un sat în districtul Mohács, județul Baranya, Ungaria, având o populație de 249 de locuitori (2011). 

## Demografie
Componența etnică a satului Bezedek
     Maghiari (74,32%)
     Germani (22,97%)
     Romi (1,69%)
     Sârbi (1,01%)
Componența confesională a satului Bezedek
     Fără religie (6,43%)
     Reformați (4,02%)
     Necunoscută (89,56%)
     Alte religii (2,01%)
Conform recensământului din 2011, satul Bezedek avea 249 de locuitori. Din punct de vedere etnic, majoritatea locuitorilor (74,32%) erau maghiari, existând și minorități de germani (22,97%), romi (1,69%) și sârbi (1,01%). Nu există o religie majoritară, locuitorii fiind persoane fără religie (6,43%) și reformați (4,02%). Pentru 89,56% din locuitori nu este cunoscută apartenența confesională.